# Хаміс ад-Дусарі
Хаміс ад-Дусарі (араб. خميس الدوسري; 8 вересня 1973, Ер-Ріяд — 7 січня 2020) — саудівський футболіст, що грав на позиції півзахисника.
Виступав, зокрема, за клуби «Аль-Гіляль» та «Аль-Іттіхад», а також національну збірну Саудівської Аравії.

## Клубна кар'єра
У дорослому футболі дебютував 1997 року виступами за команду клубу «Аль-Гіляль», в якій провів чотири сезони.
У 2001 році перейшов до клубу «Аль-Іттіхад», за який відіграв 6 сезонів. Завершив професійну кар'єру футболіста виступами за команду «Аль-Іттіхад» у 2007 році.

## Виступи за збірні
У 1993 році залучався до складу молодіжної збірної Саудівської Аравії.
У 1995 році дебютував в офіційних матчах у складі національної збірної Саудівської Аравії. Протягом кар'єри у національній команді, яка тривала 10 років, провів у формі головної команди країни 71 матч.
У складі збірної був учасником кубка Азії з футболу 1996 року в ОАЕ, здобувши того року титул переможця турніру, розіграшу Кубка конфедерацій 1997 року у Саудівській Аравії, чемпіонату світу 1998 року у Франції, чемпіонату світу 2002 року в Японії і Південній Кореї.

## Титули і досягнення
- Переможець Юнацького (U-19) кубка Азії: 1992
- Володар Кубка Азії: 1996
- Переможець Кубка арабських націй: 1998
- Переможець Кубка націй Перської затоки: 2002, 2003